# Simoldes
Simoldes är en portugisisk koncern som består av två företag:
- Simoldes Plásticos
- Simoldes Tools

Simoldes Plásticos tillverkar formsprutade plastprodukter för fordonsindustrin.
De främsta kunderna är Renault, Volvo, BMW, Saab, GM, Ford, Peugeot, Mercedes, Citroën, VW och Seat.
De största marknaderna finns i Frankrike, Tyskland, Spanien, Sverige, Nederländerna, England, USA och Turkiet.

Företaget har sitt huvudkontor i Oliveira de Azeméis i norra Portugal, och är verksamt i Polen, Frankrike, Brasilien, Argentina, Tyskland, Spanien, Turkiet, Kina, USA, Mexiko och Argentina.
Simoldes Plásticos har 2 600 anställda och en omsättning på 2,4 miljarder kronor.
Simoldes Tools tillverkar formarna.
Företaget har 6 fabriker i Portugal och 1 i Brasilien.
Planerar att starta underhållsenheter i Tyskland och Kina.